# فورست بي. إتش براون
فورست بي. إتش براون (بالإنجليزية: Forest B. H. Brown)‏ هو عالم نبات أمريكي، ولد في 1873، وتوفي في 1954.